# Omarska
Omarska (Cyrillisch: Омарска) is een plaats met ongeveer 5000 inwoners nabij Prijedor in het noordwesten van de Republika Srpska, Bosnië en Herzegovina. In Omarska is een ijzermijn en een erts-laadperron voor treinwagons, eigendom van ArcelorMittal. Omarska maakt deel uit van de gemeente (opština) Prijedor.

## Kamp Omarska
In de tijd van de Bosnische Oorlog beginjaren '90, was in de ijzermijn nabij Omarska het kamp Omarska, waar veelvuldig oorlogsmisdaden werden gepleegd. De beelden van concentratiekampachtige taferelen zonden in augustus 1992 een schokgolf door de wereld en Kamp Omarska werd synoniem voor de Servische wreedheden begaan in de Bosnische oorlog.